# Köves Slomó
Köves Slomó (született Köves Máté, Budapest, 1979. május 18. – ) ortodox rabbi, a Magyarországi Zsidó Hitközségek Szövetsége alternatívájának szánt, attól független Egységes Magyarországi Izraelita Hitközség (EMIH) egyik alapítója, vezetője, az óbudai zsinagóga rabbija.

## Életrajza
Budapesten született szekuláris zsidó családban. Anyai felmenői között több híres rabbi volt, köztük Silberstein Slomó bonyhádi rabbi, Silberstein Jesájá váci rabbi. Anyai nagyapja – a numerus clausus miatt – Csehországban járt egyetemre. Később a Holokauszt idején Bolíviába menekült, és a háború után tért vissza Magyarországra. Apai nagyanyja, Köves Rózsa, jó nevű újságíró volt, a Magyar Nemzetnél dolgozott. Szülei, Köves Mihály és Erdős Anna mérnökök, 1948-ban születtek.
Bár zsidó származása nem maradt előtte titokban, nem kapott vallásos neveltetést, nem zsidó általános iskolába járt. Már igen fiatalon, 11-12 évesen érdeklődést mutatott a spirituális, a vallási és a filozófiai kérdések iránt. 1991-ben megismerkedett Oberlander Baruch rabbival, a magyarországi Chábád Lubavics mozgalom vezetőjével, akinek hatására a budapesti ELTE Radnóti Miklós Gyakorló Gimnáziumot otthagyva, 1993-tól külföldön folytatta tanulmányait. 1993 és 2003 között tanulmányokat folytatott az izraeli Tomchei Tmimim, a Pittsburgh-i Achei Tmimim Yeshiva Highschool, a francia Institut Superieur D’etudes Rabbiniques et Talmudiques és a New York-i Central Lubavitch Yeshivoth talmud- és rabbiiskolákban. Később letette a hivatalos tóramásoló (szofer), és a rituális körülmetélő (mohel) vizsgákat is.
Hazatérve folytatta világi egyetemi tanulmányait, történelmet hallgatott a Debreceni Egyetemen, majd ugyanitt PhD fokozatot szerzett 2007-ben magyar zsidó történelem témában. Disszertációja 2008-ban a Noran kiadó által, a Zsidó szakadás címmel került kiadásra.
2001-ben házasodott. Feleségével, Dvora Leával 2002 óta élnek Budapesten. Öt gyermekük van.

## Tevékenysége
2001-től oktatási tevékenységet folytatott az ELTE jogi karán, Héber Jog fakultációban, valamint a neológ Rabbiképző Intézetben talmud szakon.
Köves Slomót 2003. január 7-én Budapesten avatta rabbivá, Mordecháj Elijáhu, Izrael Állam főrabbija, Mordecháj Jeroszlávszki, az izraeli
Chábád Rabbitanács vezetője és Oberlander Báruch, a magyarországi Chabad Lubavics mozgalom vezető rabbija. Az avatáson részt vett többek közt Mádl Ferenc államelnök, Demszky Gábor főpolgármester, Zoltai Gusztáv a Mazsihisz ügyvezető igazgatója, és Tordai Péter, a Mazsihisz elnöke. Beiktatása az elterjedt vélekedéssel szemben nem az első magyar ortodox rabbiavatás volt a Holokauszt után.
Avatása után a budapesti Vasvári Pál utcai Sász Chevrá zsinagógában szolgált segéd-rabbiként Oberlander Báruch mellett, valamint mohelként és a budapesti cháredi közösségek Ortodox Rabbinátusának tagjaként és szoferjéként folytatta hitéleti tevékenységét.
2003-ban részvételével megalakult a Zsidó Tudományok Szabadegyeteme, amely
az informális zsidó felnőttoktatást tűzte ki céljául. A Szabadegyetemen a hallgatók a zsidó tudományokkal, Talmuddal, Kabbalával, a zsidó történelemmel és zsidó filozófiával ismerkedhetnek meg.

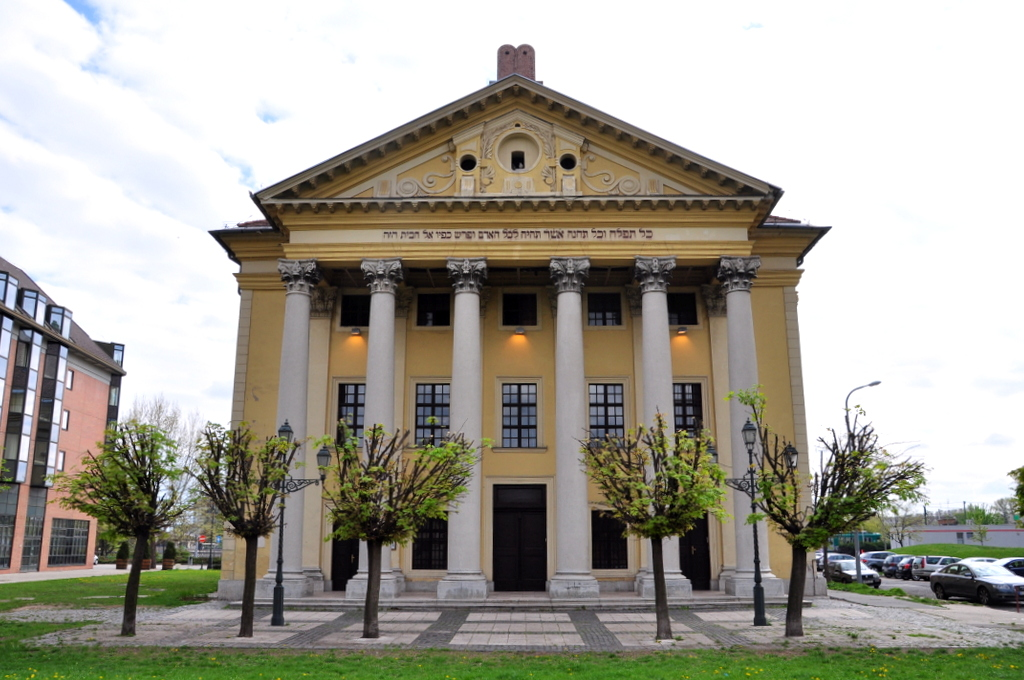
Az óbudai zsinagóga

2004-ben az újjá alakult statusquo irányzat Egységes Magyarországi Izraelita Hitközség (EMIH), közgyűlése vezető rabbijává választotta.
Mint az első Mazsihisztől független zsidó hitközség vezetője, szigorú kritikusa a Mazsihisz vezetésének és az elavult zsidó közéleti kereteknek. A megújulás szükségének hirdetője. A Mazsihisz-szel kapcsolatos kritikáinak fontos eleme az a gondolat, hogy a zsidó közélet nem lehet elkötelezett egyetlen politikai entitás felé sem.
2004-ben közreműködésével nyitotta meg kapuit az új budapesti mikve a Kazinczy utcában, valamint 2005. január 20-án a budapesti Keren Or imaház és zsidó közösségi központ.
2010-ben kezdeményezésére széles körű közösségi és társadalmi, valamint nemzetközi összefogással és támogatással újra megnyílt Budapest legrégibb zsinagógája, az Óbudai Zsinagóga. A zsinagógát több ezer ember előtt Izrael Állam főrabbija avatta fel.
2011-ben szintén Köves munkájának eredményeként megkezdte működését az első héber-magyar két-tannyelvű bölcsőde, óvoda, iskola, a Bét Menáchem a budapesti hetedik kerületben.
2012. május 2-án a Magyar Honvédség tábori főrabbijává nevezték ki.
Köves Slomó a 2000-es évek elejétől fontos hangadója a „holokauszt-identitás”-tól való elszakadásnak és a pozitív zsidó identitás újraépítésének, vagyis a zsidó-lét ne csak az antiszemitizmus elleni küzdelmet jelentse az érintetteknek, hanem a teljes vallási- és kulturális közeget.
Ennek a gondolatnak jegyében, kezdeményezésére és részvételével indult meg több közéleti és közösségi kezdeményezés, mint például 1998-tól a köztéri hanukiják állítása és a nyilvános ünneplés, valamint 1999-től a Zsidó Sátor a Sziget Fesztiválon. 2008-ban közéleti kampányt indított „Zsidónak lenni jó” címmel
2012-ben Baráth Zsolt országgyűlési képviselő (Jobbik) a tiszaeszlári vérvád évfordulóján újra előadta a korra jellemző antiszemita nézeteket a parlamentben. Köves ennek hatására publicisztikát jelentetett meg a Magyar Nemzet hasábjain, amelyben arra hívta fel a teljes politikai elit – és különös tekintettel a jobboldal – figyelmét, hogy milyen veszélyes a szélsőjobboldali narratívák és gondolatfordulatok eltűrése és beemelése a közbeszédbe. A cikk nyomán irodájában fogadta Orbán Viktor miniszterelnök, aki arról biztosította a vezető rabbit, hogy nem engednek teret a szélsőséges indulatok elszabadulásának.
2012-ben Köves kezdeményezésére zsidó közösségi összefogással megalakult a Tett és Védelem Alapítvány (TEV), amely a romló minőségű közbeszéddel, a kirekesztéssel, az antiszemitizmus táptalaját adó ismerethiánnyal, valamint az atrocitások és törvényszegések elleni erélytelen jogi fellépéssel szemben kíván új alternatívát nyújtani, a pozitív zsidó identitás és a közösségi szerveződés stratégiája mentén.
2012 novemberében az European Shoah Legacy Institute által szervezett prágai konferencián nemzetközi sajtótájékoztató keretében
kampányt indított a II. világháborúban a Szovjetunióba került több száz tóratekercs és judaika visszaszerzésének érdekében
2013-ban a Zsidó Ügynökség (más néven Szochnut, illetve Jewish Agency for Israel), a Magyarországi Munkaszolgálatosok Egyesülete és több európai zsidó közösség a Zsidó Világkongresszus alelnöki posztjára jelölte. A jelöléssel kapcsolatban egyesek kritikát fogalmaztak meg, mondván, hogy egy magyar rabbit miért nem a Mazsihisz jelöl alelnöknek. Mások éppen Köves rabbi nemzetközi beágyazottságát, valamint azt hangsúlyozták, hogy ez a jelölés ugyancsak az elavult magyar zsidó közéleti rendszer kritikája, amelyben egy magát „Világkongresszusnak” nevező szervezetbe a három magyar zsidó hitközségből csak egynek van jelölési joga.

## Elismerései
- A Magyar Érdemrend középkeresztje (2021)

## Művei
- Oberlander Báruch–Köves Slomó: Zsidó jog és etika. Tanulmányok modern társadalmi kérdésekben; Egységes Magyarországi Izraelita Hitközség, Bp., 2009
- Zsidó szakadás – Hamburgtól Nagymihályig. Európai és magyarországi zsidó történelmi fejlemények a hamburgi (1818–1820) és nagymihályi (1865) rabbinikus disputa tükrében; Noran Libro, Bp., 2009
- Talmud. Válogatott fejezetek, 1–2.; szerk. Oberlander Baruch, Köves Slomó; EMIH–Chábád Lubavics Zsidó Nevelési és Oktatási Alapítvány, Bp., 2017 (Klasszikus zsidó művek magyarul)